# Sword Art Online
Sword Art Online (jap. ソードアート・オンライン, Sōdo Āto Onrain) ist eine Light-Novel-Reihe von Reki Kawahara, die auch als Manga und Anime adaptiert wurde. Auf deutsch wurde die Serie im Pay-TV auf Animax ausgestrahlt und im Free-TV seit dem 27. Februar 2018 auf ProSieben (Episode 1–6) bzw. ProSieben Maxx (ab Episode 7).
Ebenso wie das parallel veröffentlichte Werk des Autors, Accel World, spielt Sword Art Online in einer Zukunft, in der es weit verbreitet ist, mittels direkter Stimulation des Zentralnervensystems eine vollständige Immersion in Virtuelle Realitäten zu erreichen. Die Geschichten stellen die Abenteuer einer Gruppe von Teenagern in diesen virtuellen Realitäten dar.

## Handlung
|                                     |  |  |  | Sword Art Online (2012, Aincrad- und Fairy-Dance-Arc, 25 Episoden)                            |  |  |  |  |  |
|                                     |  |  |  |                                                                                               |  |  |  |  |  |
|                                     |  |  |  |                                                                                               |  |  |  |  |  |
| Gemeinsames Universum               |  |  |  |                                                                                               |  |  |  |  |  |
|                                     |  |  |  |                                                                                               |  |  |  |  |  |
| Accel World (2012, 24 Episoden)     |  |  |  |                                                                                               |  |  |  |  |  |
|                                     |  |  |  |                                                                                               |  |  |  |  |  |
|                                     |  |  |  | Extra Edition (2014, Kinofilm)                                                                |  |  |  |  |  |
|                                     |  |  |  |                                                                                               |  |  |  |  |  |
|                                     |  |  |  | Sword Art Online II (2014, Phantom-Bullet-, Excalibur- und Mother’s-Rosario-Arc, 24 Episoden) |  |  |  |  |  |
|                                     |  |  |  |                                                                                               |  |  |  |  |  |
|                                     |  |  |  |                                                                                               |  |  |  |  |  |
| Gemeinsames Universum               |  |  |  |                                                                                               |  |  |  |  |  |
|                                     |  |  |  |                                                                                               |  |  |  |  |  |
| Gun Gale Online (2018, 12 Episoden) |  |  |  |                                                                                               |  |  |  |  |  |
|                                     |  |  |  |                                                                                               |  |  |  |  |  |
|                                     |  |  |  | Ordinal Scale (2017, Kinofilm)                                                                |  |  |  |  |  |
|                                     |  |  |  |                                                                                               |  |  |  |  |  |
|                                     |  |  |  | Sword Art Online: Alicization (2018–2020, 47 Episoden)                                        |  |  |  |  |  |

### Aincrad
Am 6. November 2022 startet das VRMMORPG (Virtual Reality Massively Multiplayer Online Role-Playing Game) Sword Art Online (SAO), dessen Besonderheit es ist, dass Spieler vollständig in eine virtuelle Realität einer mittelalterlichen Fantasie-Welt namens Aincrad (アインクラッド, Ainkuraddo) eintauchen können und durch die Nachbildung sämtlicher Sinneswahrnehmungen die Einbildung haben, tatsächlich in dieser zu leben. Dies geschieht dadurch, dass die Spieler ein NerveGear (ナーヴギア, Nāvugia) genanntes Gerät verwenden, das direkt die sensorischen und motorischen Areale im Gehirn auslesen und stimulieren kann. Ähnlich einem MMORPG können Spieler durch das Töten von Monstern Erfahrungspunkte sammeln, die sie im Level aufsteigen lassen. Dabei gilt: Je mächtiger das Monster, desto mehr Erfahrungspunkte erhält der Spieler. Je höher das Level eines Spielers, desto stärker ist der Spieler im Kampf.
Einer der 10.000 Spieler ist der Schüler Kazuto Kirigaya unter dem Pseudonym Kirito, der bereits am Betatest des Spieles teilgenommen hatte. Nach einiger Zeit bemerkt dieser, dass er sich nicht mehr ausloggen kann und kurz darauf verkündet der Entwickler des Spiels und der zugrundeliegenden NerveGear-Technologie, Akihiko Kayaba, dass die Spieler diese Welt erst verlassen können, nachdem die Endgegner aller 100 Ebenen von Aincrad besiegt wurden. Ein Tod in dieser Welt sowie das Entfernen des NerveGears führt automatisch auch zum Tod in der realen Welt.
Gleichzeitig deutet sich eine weitere Problematik an: Jede Ebene beherbergt nur eine gewisse Menge an NPC-Monstern und Rohstoffen. Dadurch ist es nicht allen Spielern möglich, im Level aufzusteigen. Je höher jedoch das eigene Level, desto besser ist man im Kampf und desto höher die Chance zu überleben.
Kirito, der als Betatester die untersten Ebenen schon kennt, weiß, wo sich die Monster aufhalten, die ihn am schnellsten im Level aufsteigen lassen. Deshalb beschließt er, diese Monster schnellstmöglich alleine zu farmen, um im Level aufzusteigen. Die anderen Spieler beschimpfen ihn daraufhin als eine Mischung aus Betatester und Cheater, als „Beater“.
Nach einem Monat ist die erste Ebene geschafft, wobei zu diesem Zeitpunkt bereits 2000 Menschen gestorben sind, ein Teil von ihnen aber auch durch Selbstmord in der Hoffnung, dass Kayabas Worte gelogen gewesen sind. Es kristallisiert sich eine Gruppe von etwa 500 Spielern heraus, die sich aktiv dem Abschluss des Spieles verschrieben hat, entweder in Gilden zusammengeschlossen oder als Einzelkämpfer. Zu letzteren gehört auch Kirito, der zum zweitstärksten Spieler aufsteigt. Die Haupthandlung beginnt im Oktober 2024. Die 6000 verbliebenen Spieler sind bis auf Ebene 74 fortgeschritten.
Kirito trifft zufällig Asuna, die es – ungewöhnlich für das vorwiegend von männlichen Spielern bewohnte Aincrad – geschafft hat, bis zum stellvertretenden Gildenmeister der Ritter des Blutschwurs (血盟騎士団 Ketsumei Kishidan, übersetzt: „Blutsbrüderschafts-Ritterorden“), kurz: KoB für Knights of Blood, der stärksten Gilde in Aincrad, aufzusteigen und aufgrund ihrer hohen, selbst Kiritos überlegenen Geschwindigkeit den Beinamen senkō (閃光, „Blitz“) trägt. Zudem gilt sie als attraktivste Spielerin, zumal alle Spieler in ihrer wirklichen Gestalt im Spiel erscheinen. Diese drängt sich Kirito auf, mit ihr eine Gruppe zu bilden, und scheint vor ihren Leibwächtern davonzulaufen, so dass sich Kirito mit ihrem Leibwächter Kuradeel duelliert. Beide treffen zunächst Kiritos alten Freund Klein (クライン, Kurain) und dessen kleine Gilde Fūrinkazan (風林火山) und kurz darauf eine Abordnung der größten, aber eher schwachen Gilde Aincrad Kaihōgun (アインクラッド解放軍, Ainkuraddo kaihōgun, „Aincrad-Befreiungsarmee“), die den Endgegner dieser Ebene angreifen wollen. Aus Sorge folgt die Gruppe um Kirito diesen nach einiger Zeit und sie erfahren schockiert, dass im Gegensatz zu früheren Endgegnern hier keine Teleportkristalle funktionieren, die normalerweise verwendet werden, um bei Todesgefahr zu fliehen, woraufhin Kirito und die anderen sich entscheiden, der Aincrad Kaihōgun zu helfen. Obwohl normalerweise Endgegner nur mit einer viel größeren Spieleranzahl besiegt werden können, schafft es Kirito kurz vor seinem eigenen Tod mit seinem Unique Skill Nitōryū (二刀流, „Zwei-Schwerter-Stil“), das Monster zu besiegen. Geschockt, dass Kirito fast gestorben wäre, teilt Asuna ihm mit, dass sie um eine Befreiung von ihren Gildentätigkeiten bitten will, um länger mit ihm eine Gruppe bilden zu können, kommt aber mit der schlechten Nachricht zurück, dass Gildenmeister Heathcliff sie erst nach einem Duell mit Kirito ziehen lassen will, bei dessen Niederlage Kirito sich der Gilde anschließen müsste. Heathcliff gilt als stärkster Spieler, dessen HP noch nie in den gelben Bereich geraten sind, und besitzt ebenfalls einen Unique Skill namens Shinseiken (神聖剣, „heiliges Schwert“), der ihm eine fast unüberwindbare Verteidigung gibt. Kirito verliert das Duell knapp, wobei er den Eindruck hat, dass Heathcliff sich schneller bewege, als das Spiel es eigentlich zulässt. Er muss sich der Gilde anschließen, wobei als erstes Training mit Kuradeel und einem weiteren Gildenmitglied ansteht.  Bei einer Rast stellt sich heraus, dass Kuradeel Mitglied der Gilde Laughing Coffin ist, die sich darauf spezialisiert hat, andere Spieler zu töten. Kuradeel hat das Wasser von Kirito und dem anderen Gildenmitglied mit einem Paralysegift versetzt, um beide zu töten, so dass er schließlich als einziger Überlebender zurückkehren und dadurch Asunas Anerkennung erhalten kann. Kurz bevor er Kirito tötet, wird Kirito von Asuna gerettet, woraufhin sich beide ihre Liebe gestehen. Beide verbringen die Nacht miteinander, heiraten und verbringen zwei glückliche Wochen an einem See, bevor sie von Heathcliff zurückgerufen werden.
Sie erfahren, dass ab Ebene 75 bei allen Endgegnern die Teleportkristalle nicht mehr funktionieren und auch die Tore des Bossraumes bei Eintritt automatisch geschlossen werden, sodass die Kämpfe noch mörderischer werden und deswegen ihre Hilfe gebraucht werde. Die Angriffsparty mit Heathcliff, Kirito, Asuna, Klein und weiteren starken Spielern greift den Endgegner von Ebene 75 an, und sie erkennen, dass das Monster ein riesiger Tausendfüßler mit zwei sichelförmigen Klauen ist, der mit einem Schlag drei Mitspieler auf einmal tötet.  Nach einer Stunde Kampf und 14 Toten ist das Monster erledigt. Kirito bemerkt bei Heathcliff einen für diese Situation ungewöhnlichen Gesichtsausdruck und vermutet auch im Rückblick auf sein Duell mit ihm, dass Heathcliff kein normaler Spieler sein kann. Da aufgrund des Kampfes Heathcliffs HP knapp über dem gelben Bereich liegen, greift Kirito ihn an, wodurch die HP-Anzeige in den gelben Bereich geraten sollten und erhält die Systemmeldung, dass Heathcliff ein unzerstörbares Objekt ist. Kirito vermutet daraufhin, dass Heathcliff Kayaba sei, was dieser bestätigt. Heathcliff erzählt, dass er vorgehabt habe, selbst als letzter Endgegner in der 100. Ebene aufzutreten, bietet Kirito aber an, erneut ein Duell ohne seine Unsterblichkeit zu führen, wobei bei Kiritos Sieg das Spiel als beendet gelte. Kirito akzeptiert unter der Bedingung, dass bei seiner Niederlage Heathcliff Asuna davon abhalten solle, Selbstmord zu begehen. Das Duell verläuft zu Gunsten Heathcliffs, aber kurz bevor der nächste Schlag Kirito umbringt, wirft sich Asuna vor ihn, fängt den Treffer ab, und stirbt. Der Kampf geht weiter und Kiritos HP fallen auf Null. Während Kirito sich auflöst, schafft er es jedoch noch, Asunas Waffe in Heathcliffs Brust zu stechen und diesen ebenfalls zu töten. Auf einer Art transparenten Aussichtsplattform oberhalb von Aincrad trifft Kirito Asuna wieder und sieht, wie Aincrad sich auflöst. Heathcliff/Kayaba erscheint und sagt ihnen, dass alle überlebenden 6147 Spieler ausgeloggt worden sind. Kirito und Asuna teilen sich daraufhin ihre echten Namen mit. Am Ende erwacht Kirito schließlich im Krankenhaus und macht sich auf die Suche nach Asuna.

### Fairy Dance
Kazuto wird über die nächsten Monate erfolgreich rehabilitiert. Er erfährt, dass Asuna sowie etwa 300 weitere Spieler weiterhin im Koma verbleiben und dass Asuna an Nobuyuki Sugō (須郷伸之, Sugō Nobuyuki), einem Mitarbeiter von Asunas Vater, verheiratet werden soll. Auf einem Screenshot aus dem Elfen-VRMMORPG ALfheim Online (ALO) ist eine Person in einem Käfig zu sehen, die seiner Ansicht nach Asuna ähnelt. Kazuto erfährt zudem, dass das Unternehmen RECT (レクト, Rekuto) Inc. von Asunas Vater während der letzten zwei Jahre die Wartung der SAO-Server mit Sugō als Abteilungsleiter übernommen hat und ALO vom selben Unternehmen betrieben wird. Kazuto macht sich im Spiel wieder als Kirito auf die Suche nach Asuna und trifft dabei auf die Spielerin Leafa (リーファ, Rīfa, im dt. Anime Lyfa), die sich seiner Rettungsmission anschließt. Während der Reise zum Weltenbaum (世界樹, Sekaiju, auch イグドラシ, Yggdrasil) helfen sie und schließen Freundschaft mit zwei Elfenvölkern, deren Allianz durch ein drittes Elfenvolk bedroht war. Durch die Sicht von Asuna erfährt der Zuschauer, dass Sugō als Feenkönig Oberon (オベイロン, Obeiron) diese tatsächlich im Spiel gefangen hält.
Kirito und Leafa dringen beinahe bis zur Gefangenen vor, doch es stellt sich zuvor heraus, dass Leafa tatsächlich Kazutos Schwester Suguha (桐ヶ谷直葉, Kirigaya Suguha) ist. Dies führt zu einer emotionalen Krise: Suguha entwickelte in den Jahren seiner Gefangenschaft in SAO Gefühle für ihren Bruder bzw. Cousin und wollte mit dem Spieler Kirito diese verdrängen, da sie sich für ihre Liebesgefühle schämt. Dass der Spieler Kirito und ihr Bruder Kazuto aber ein und dieselbe Person sind, bringt jedoch nicht nur sie an den Rand eines emotionalen Zusammenbruchs, auch Kazuto fühlt sich schuldig, da er sich seit seiner Rückkehr in die reale Welt für sie verantwortlich fühlt. Die beiden schaffen es, ihren Streit beizulegen und gemeinsam mit den verbündeten Elfenvölkern Asunas Käfig zu erreichen.
Kazuto, Yui und Asuna erfahren die Wahrheit über die Gefangenschaft der 300 letzten SAO-Gefangenen: Sugō benutzt sie, um Experimente durchzuführen, damit durch das NerveGear und verwandte Geräte Erinnerungen und schließlich Emotionen umgeschrieben werden können. Diese Technik will er einerseits verkaufen, aber auch nutzen, um Asuna zu seiner „liebenden Ehefrau“ umzuprogrammieren. Obwohl Kirito gegen den Administrator des Spiels nicht bestehen kann, kommt ihm das übriggebliebene Bewusstsein von Kayaba Akihiko zu Hilfe, welcher Kiritos Leistungen in SAO würdigt: Der Junge konnte als erster die Grenzen der virtuellen Realität selbst überschreiten. So schafft es Kirito, Sugō zu besiegen und Asuna aus der virtuellen Welt zu befreien.

### Phantom Bullet
Kazuto wird durch Seijirou Kikuoka (菊岡誠二郎, Kikuoka Seijirō), ehemaliger Leiter der SAO-Vorfall-Nachforschungen, beauftragt, in dem VR-MMORPG/FPS Gun Gale Online (GGO) zwei Mordfällen nachzugehen, bei denen die beiden Personen, nachdem sie im Spiel augenscheinlich von einem Spieler namens Death Gun erschossen wurden, auch in der Realität starben. Mit Hilfe der Spielerin Shino Asada, unter dem Pseudonym Sinon, nimmt er im Spiel an einem Wettbewerb teil, an dem auch Death Gun teilnimmt. Kirito kann den Spieler stellen und kommt dahinter, dass für die Morde mehrere Mitglieder von Laughing Coffin verantwortlich sind, die erst die Adressen ihrer Opfer ausspionieren und sie dann zeitgleich zu ihrer virtuellen Ermordung durch Death Gun in GGO in der realen Welt durch eine Succinylcholin-Injektion töten. Er und Sinon können Death Gun besiegen. Da nun beide Sieger des Turniers sind, zündet Sinon eine Granate und sie beide werden Sieger, nachdem sie sich ihre Adressen mitgeteilt haben. Als Sinon erwacht, steht ihr bester und einziger Freund Shinkawa Kyouji vor ihrer Tür und möchte ihren Sieg feiern. Jedoch stellt sich heraus, dass er Death Gun und nebenbei verrückt ist. Plötzlich taucht jedoch Kirito auf und kämpft mit Shinkawa. Er bekommt zwar eine tödliche Dosis Gift, Shinkawa trifft jedoch genau die Stelle, wo noch eine Elektrode des EKG-Gerätes aus dem Krankenhaus klebt. So gelangt das Gift nicht in den Körper von Kirito.

### Mother’s Rosario
Nach dem Vorfall in GGO befinden sich Kirito, Asuna und ihre Gefährten wieder in Alfheim Online (ALO), wo Asuna von Lisbeth, nach ihrer langen Abwesenheit wegen eines familiären Besuchs in Kyoto, auf einen mächtigen und mysteriösen Schwertkämpfer mit dem Pseudonym Zekken (絶剣, dt. „absolutes Schwert“) aufmerksam gemacht wird. Dieser bis dahin völlig unbekannte Streiter nimmt monatlich an ALO-Kampfturnieren teil und schlägt seine Konkurrenten ohne Probleme. Selbst Kirito durfte schon die Stärke von Zekken zu spüren bekommen. Asuna zeigt sich im weiteren Verlauf des Gesprächs mit Lisbeth und Kiritos Schwester Leafa an dem unbekannten Newcomer interessiert. Zum einen wegen Zekkens Original Sword Skill (OSS), zum anderen wegen eines Vorfalls zwischen Kirito und Zekken, der sich während des Kampfes zugetragen haben soll. Kirito jedoch schweigt über die ganze Sache. Währenddessen gerät Asuna im echten Leben mit ihrer recht strengen, engstirnigen Mutter in einen Streit über die virtuelle Realität und Asunas weitere Zukunft. Asuna zieht sich aufgebracht in ihr Zimmer zurück. Kurz darauf macht sich die Gruppe um Asuna im neu aufgebauten Aincrad in ALO auf den Weg zu einer einsamen Insel, auf der Zekken auf Herausforderer aus den neun Feenkönigreichen wartet. Dort stellen sie fest, dass es sich beim Schwertkämpfer Zekken um eine Frau handelt. Zekken nimmt Asunas Herausforderung an und es kommt zu einem spektakulären Duell. Kurz vor dem finalen Schlag stoppt jedoch Zekken ihren sonst duellentscheidenden OSS und befindet Asuna für würdig, ihr zu helfen. Asuna wird nach dem Kampf von Absolute Sword ihrer Gilde, den Sleeping Knights (スリーピング・ナイツ, Surīpingu Naitsu) vorgestellt. Die kleine Truppe rund um Yūki (ユウキ), so lautet der echte Name von Zekken, hat es sich zum Ziel gesetzt, etwas Großes zu leisten. Dafür benötigen sie Asunas Hilfe, da sie nicht mehr viel Zeit zusammen verbringen können und sich demnächst auflösen wollen. Asuna schließt sich der Gruppe an und bemerkt, dass ihr etwas Wichtiges verschwiegen wird. Nachdem sie zu siebt den Boss der 27. Ebene bezwungen haben, wenden sich die Sleeping Knights von Asuna ab. Mit Kazutos Hilfe findet Asuna heraus, dass sich Yūki in einem Forschungskrankenhaus aufhält. Asuna erfährt die Details von Yūkis behandeltem Arzt. Yūki lebt in der virtuellen Welt dank eines für medizinische Zwecke modifizierten NerveGears. Anschließend erzählt Yūki ihr, dass es sich bei den Gildenmitgliedern um schwerkranke Spieler handelt. Einige hätten nicht mehr lange zu leben, sodass sie unter Zeitdruck standen. Dank Kazutos entwickelter Kamera können Yūki (via NerveGear) und Asuna einige Tage in der realen Welt zusammen verbringen. Letztendlich erliegt Yūki ihrer Krankheit. Kurz vor ihrem Tod vermacht sie Asuna ihren OSS, welcher den Namen Mother's Rosario trägt.

### Ordinal Scale
Das Augma-Gerät, welches eine AR-Variante des AmuSphere darstellt, erfreut sich bei den VRMMORPG-Spielern immer größerer Beliebtheit. Grund dafür ist auch das Spiel Ordinal Scale (オーディナル・スケール, Ōdinaru Sukēru), in welchem die Spieler in der echten Welt AR-basierte Gegner bekämpfen und nach ihrer relativen Spielstärke eingeteilt werden. Das Maskottchen des Spiels ist die KI YUNA (ユナ, Yuna), welche in nächster Zeit ihr erstes ebenfalls AR-basiertes Livekonzert plant und während mancher Ordinal-Scale-Kämpfe für die Spieler singt.
Gerüchte über das Auftauchen ehemaliger SAO-Bosse in Ordinal Scale überzeugen schließlich auch Kazuto, der an der neuen Technologie und dem Spiel zunächst desinteressiert war. Während dieser Kämpfe taucht zum ersten Mal der Spieler Eiji (後沢 鋭二, Nochizawa Eiji) auf, welcher sehr gute Spielfähigkeiten und den zweithöchsten Spielerrang zur Schau stellt und ein ehemaliger SAO-Spieler zu sein scheint: Asuna äußert ihre Vermutung, es könne Nautilus (ノーチラス, Nōchirasu) sein, ein ehemaliges Mitglied von Asunas SAO-Gilde Ritter des Blutschwurs. Als Asuna in einem späteren Bosskampf ihre Freundin Silica vor dem Endgegner beschützt, verliert sie alle ihre Lebenspunkte, doch wird dabei unerwartet bewusstlos. Kirito hat den beistehenden Eiji im Verdacht, kann aber nichts gegen den wesentlich besseren Spieler ausrichten. In der folgenden Nacht berichtet Asuna Kirito davon, dass sie ihre Erinnerungen an SAO zu verlieren scheint, und dies bestätigt sich nach einer medizinischen Untersuchung. Die beiden erfahren, dass dies bereits mit anderen ehemaligen SAO-Spielern geschah, welche Ordinal Scale spielten.
Im nächsten Kampf möchte Kirito diesen Vorgang genauer untersuchen, und tatsächlich wird ein ehemaliger SAO-Spieler vom Boss „getötet“. Yui folgt dem Datenzugriff durch das Augma des Spielers, ist jedoch nicht erfolgreich. In der Folge des Kampfes trifft Kazuto schon zum zweiten Mal eine vermummte Frauengestalt, welche scheinbar willkürlich in die Luft zu zeigen scheint. Yui findet heraus, dass das Mädchen auf das Toutoer Institut für Technologie zeigte, und Kazuto spricht dort mit Professor Tetsuhiro Shigemura (重村徹大, Shigemura Tetsuhiro), dem Entwickler des Augma. Dieser verneint, dass ein Gedächtnisverlust durch eine Augma-Fehlfunktion möglich sei, und wiegelt weitere kritische Fragen Kazutos ab. Doch Kazuto entdeckt ein Foto eines Mädchens, welches Kikuoka als Yūna Shigemura (重村 悠那, Shigemura Yūna) identifizieren kann, Shigemuras Tochter, die in SAO starb. Asunas Zustand verschlechtert sich weiter und Kazuto verspricht, ihre Erinnerungen zurückzuholen. Kazuto trifft erneut auf das vermummte Mädchen, die er jetzt als Yūna bzw. YUNA erkennt, und diese weist ihn darauf hin, dass er nur mit einem höheren Ordinal-Scale-Rang Asunas Erinnerungen zurückerhalten kann. Dies stürzt Kirito in einen Grind, durch welchen er Boss um Boss besiegt und den neunten Rang erreicht.
Auf YUNAs Livekonzert sind nicht nur Kazuto, Asuna und ihre Freunde, sondern auch eine große Zahl ehemaliger SAO-Spieler anwesend. Während Kazuto in der Parkgarage Eiji zu einem Kampf konfrontiert, erklärt der das Konzert beobachtende Professor Shigemura gegenüber einer Vision von Akihiko Kayaba seine Beweggründe: Er möchte mit den Erinnerungen der SAO-Spieler, die er mithilfe des Augmas entnimmt, seine in SAO verstorbene Tochter Yūna als vollwertige KI wiederbeleben. In der Zwischenzeit kann Kirito deduzieren, dass Eiji ein von Shigemura entwickeltes Exoskelett für übermenschliche Fähigkeiten nutzt, und kann ihn so besiegen. Kazuto erfährt von Shigemuras Plänen und erreicht die Konzerthalle, in der unzählige SAO-Bosse aufgetaucht sind. Obwohl selbst YUNA ihren „Vater“ von seinem Plan, der bei vielen Spielern zum Tod führen würde, abhalten will, ist sie nicht erfolgreich. Die einzige Möglichkeit, den Scan aufzuhalten, ist das Besiegen der Bosse durch den ranghöchsten Ordinal-Scale-Spieler. YUNA kann Kirito und seine Freunde, einschließlich Asuna, dazu überreden, mit dem Augma im „versteckten“ FullDive-Modus den SAO-Endgegner der 100. Ebene zu konfrontieren. Dieser wird auch unter Mithilfe von ALO- und GGO-Spielern erfolgreich besiegt und Kirito steigt zum ranghöchsten Spieler auf. Dadurch gelingt es den Spielern im AR in der Halle, die verbliebenen Bosse zu besiegen und einen Scan durch Shigemura zu verhindern. Obwohl die Vernichtung des letzten SAO-Bosses auch Yūnas Löschung bedeutet, gibt sie zuletzt Asuna ihre Erinnerungen zurück.

### Alicization
Kirito befindet sich in der Underworld (アンダーワールド, Andāwārudo), einer VR-Welt, die er für die Realität hält; des Weiteren sind seine Erinnerungen an die Realität blockiert. Er trifft als Kind auf die Underworld-Bewohner Eugeo (ユージオ, Yūjio) und Alice Zuberg (アリス・ツーベルク, Arisu Tsūberuku), die sich anders als normale VR-NPCs vollständig menschlich verhalten. Als die drei sich in die nahegelegenen Berge begeben, um Eis zu holen, übertritt Alice versehentlich die Grenze zum Dark Territory (ダークテリトリー, Dāku Teritorī), eine Handlung, die in der Underworld unter Todesstrafe steht. Am folgenden Morgen betritt ein Integrationsritter (整合騎士, Seigou Kishi) das Dorf, in welchem die drei Freunde wohnen. Obwohl Kirito und Eugeo dies zu verhindern versuchen, wird Alice mitgenommen.
Kirito erwacht in der Realität und hat alle Erinnerungen an Underworld verloren. In einem Treffen mit Asuna und Asada („Sinon“) erklärt er die Funktionsweise des sog. Soul Translators (ソウル・トランスレーター, Sōru Toransurētā, abgekürzt STL), mithilfe dessen er die Underworld betrat. Der STL wird von der mysteriösen Firma Rath (ラース, Rāsu) mit dem Ziel einer menschenähnlichen Künstlichen Intelligenz entwickelt, denn der STL kann die menschliche Seele in Form des quantenphysikalischen Fluctlights kopieren und simuliert ausführen. Auf dem Heimweg mit Asuna erzählt Kirito von seinen Plänen, in Amerika an der FullDive-Technologie weiterzuforschen, woraufhin sie ihm zusichert mitzugehen. Daraufhin wird Kirito von Kanamoto Atsushi (金本 敦), bekannt als Johnny Black (ジョニー・ブラック, Jonī Burakku), dem dritten Beteiligten im GGO-Vorfall und ehemaligen SAO-PKer, angegriffen und beinahe getötet.
Kirito wird auf die Ocean Turtle (オーシャン・タートル, Ōshan Tātoru) gebracht, einer schwimmenden Forschungseinrichtung, die als Hauptsitz von Rath dient. Dort wird er wieder per STL mit der Underworld verbunden, um sein vom Angriff beschädigtes Nervensystem zu reparieren. Kurze Zeit darauf können Asuna, Yui und die anderen diese Informationen rekonstruieren und mithilfe von Koujiro Rinko (神代 凛子, Koujiro Rinko), einer ehemaligen Mitarbeiterin von Kayaba im SAO-Projekt, die Ocean Turtle infiltrieren. Asuna erfährt somit, dass Kikuoka Raths Forschungen leitet und Rath Künstliche Intelligenz für das Militär entwickelt.
In der Underworld trifft Kirito ohne die Blockierung seiner Realiätserinnerungen wieder auf Eugeo, der mittlerweile sein Alter erreicht hat. Die Underworld läuft im Vergleich zur echten Welt nämlich etwa tausendfach beschleunigt. Innerhalb der ersten Tage rekonstruiert Kirito, dass alle Underworld-Bewohner künstliche menschliche Seelen darstellen. Eugeo ist immer noch gezeichnet von dem Ereignis vor vielen Jahren, als Alice das Gesetz brach, weggebracht wurde und nie wieder gesehen wurde. Kirito beschließt mit ihm zusammen, in die Hauptstadt zu reisen und dort nach Alice zu suchen. Dafür muss Eugeo jedoch zunächst seine „Bestimmung“ erfüllen, die im Fällen des Dämonenbaums Gigas Cedar (ギガスシダー, Gigasu Shidā) besteht. Dieser Baum wird schon seit dreihundert Jahren bearbeitet und auch Eugeo sollte in seiner Lebenszeit nicht damit fertig werden. Als Kirito und Eugeo Alice' kleine Schwester Selka Zuberg (セルカ・ツーベルク, Seruka Tsūberuku) in den Bergen vor einer Horde Goblins (ゴブリン, Goburin) retten müssen, können die beiden zum ersten Mal das Schwert der blauen Rose (青薔薇の剣, Ao-bara no Ken) verwenden, welches Eugeo vor einiger Zeit in den Höhlen der Berge fand. Als Folge des Besiegens der Goblins und der Rettung Selkas erlaubt das Underworld-System den beiden, das Schwert richtig zu benutzen und den Dämonenbaum zu fällen. Eugeo darf sich nun eine neue Bestimmung aussuchen und geht als Schwertkämpfer in die Wachgarnision der nächstgrößeren Stadt. Kirito folgt ihm.
In der Stadt Zakkaria (ザッカリア, Zakkaria) nehmen Kirito und Eugeo zunächst Arbeit auf einem Bauernhof an, um schließlich durch den Sieg im Schwertkampfturnier von Norlangarth (ノーランガルス北域剣術大会, Nōrangarusu Kita-iki Kenjutsu Taikai) in die Wachgarnision einzutreten. Ein Jahr nach ihrer Abreise können sie die Zentralstadt Centoria (央都セントリア, Outo Sentoria) erreichen, wo sie in der Kaiserlichen Akademie der Schwertkünste (修剣学院, Shūken Gakuin) den Umgang mit Waffen und Sakralkünsten genannter Magie erlernen. Ihr Ziel ist, zum Integrationsritter ernannt zu werden, was angeblich durch den Sieg im Großen Turnier der vier Reiche möglich ist, und dann die vermutlich gefangene Alice zu befreien. Zum Ende des ersten Jahres steigen die unter den Novizen besten zwölf Studenten zu den prestigeträchtigen Elite-Kadetten auf, was auch Eugeo und Kirito erreichen wollen. Unter den anderen Studenten der Akademie sind nicht wenige Adlige, die Kirito und Eugeo wegen ihres einfachen Standes und ihrem nichtadligen Kampfstil verachten, so auch Volo Levanthein (ウォロ・リーバンテイン, Uoro Rībantein), der Elite-Kadett ersten Ranges im Jahr über den beiden. Am Tag vor den Jahresendprüfungen, die über den Elite-Kadetten-Status der Novizen entscheiden, bricht Kirito die Ruhetagsregeln, um mit seinem aus der Gigas Cedar hergestellten Schwert zu trainieren. Dabei wird er von Levanthein beobachtet und beschmutzt versehentlich dessen Uniform. Levanthein sympathisiert jedoch mit Kiritos Ehrgeiz und meldet das regelwidrige Training jedoch nicht, sondern zwingt als Disziplinarstrafe Kirito zum Duell. Levanthein beherrscht den Hoch-Norkia-Stil, dessen erster Schlag kaum ein Schwertkämpfer abwehren kann. Mithilfe der SAO-Sword-Skills gelingt dies Kirito zur Überraschung aller; vor einer Kampfentscheidung unterbricht die Wohnheimleiterin aber das Duell. Schließlich werden Eugeo und Kirito einige Tage später zu Elite-Kadetten ernannt.
Als Elite-Kadetten wird Kirito und Eugeo je ein Novize als Page zur Seite gestellt; dies sind Tiese Schtrinen (ティーゼ・シュトリーネン, Tīze Shutorīnen) für Eugeo und Ronie Arabel (ロニエ・アラベル, Ronie Araberu) für Kirito, zwei adlige Mädchen niedrigen Ranges. Zu den Elite-Kadetten in Kiritos und Eugeos Jahrgang gehören aber auch Humbert Zizek (ウンベール・ジーゼック, Unbēru Jīzekku) und Raios Antinous (ライオス・アンティノス, Raiosu Antinosu), höhergestellte Adlige, die zu den größten Verachtern der beiden Jungen gehören und beispielsweise im vorherigen Jahr Kiritos mühselig gezüchtete Blumen zerstörten. Schließlich fordert Eugeo Humbert als Antwort auf eine Stichelei zu einer „Unterweisung im Schwertkampf“. Der Kampf beginnt ähnlich wie Kiritos Duell mit Levanthein im Jahr zuvor, da auch Humbert den Hoch-Norkia-Stil verwendet, aber obwohl Eugeo zu gewinnen scheint, erklärt Raios das Duell vorzeitig für beendet. Die Antwort auf diese Demütigung folgt indirekt einige Tage später: Bei einem Picknick mit Tiese und Ronie erfahren Kirito und Eugeo, dass Humberts Pagin von ihm zu unangemessenen Handlungen gezwungen wird. Doch obwohl sich Eugeo bei Humbert darüber beschwert, leugnet dieser die Geschehnisse. Einige Tage später jedoch tauchen Ronie und Tiese zur üblichen für die Pagen vorgeschriebenen Zeit nicht auf. Kurz nachdem Kirito das Zimmer verlässt, um sie suchen zu gehen, erscheint Humberts Pagin persönlich bei Eugeo und Kirito und berichtet, dass Humbert mit den unangemessenen Befehlen nicht aufgehört hätte. Außerdem wären Ronie und Tiese bereits vor einer Stunde losgegangen, um sich persönlich bei Humbert und Raios zu beschweren. Eugeo ist sehr besorgt um die Mädchen und begibt sich alleine zum Zimmer der beiden Elite-Kadetten. Die beiden scheinen bereits auf ihn und Kirito gewartet zu haben und nutzten die Urteilsgewalt des Adels, um Ronie und Tiese wegen ihrer angeblichen Regelverstöße zu fesseln. Raios und Humbert versuchen, die Mädchen zu vergewaltigen, aber Eugeo kann sie nicht daran hindern, da ein Widerstand gegen die Urteilsgewalt des Adels ein Bruch des höchsten Gesetzes, des Tabu-Index (禁忌目録, Kinki Mokuroku), darstellen würde. Wie Kirito in den vergangenen zwei Jahren herausfand, ist es den Fluctlight-Menschen in Underworld nämlich scheinbar unmöglich, dieses Gesetz zu brechen. Aber wie auch Alice viele Jahre zuvor schafft es Eugeo, die durch den Verstoß verursachten Schmerzen zu ignorieren und mit seinem Schwert Humbert den Arm abzuschlagen. Als Raios sein eigenes Schwert zieht und Eugeo töten möchte, kommt ihm der eintreffende Kirito in die Quere und kann dem Adligen nach kurzem Kampf die Hände abschlagen. Wegen eines Tabu-Index-Konflikts, da zwei Gesetze gegeneinander arbeiten, geht Raios' Fluctlight darauf kaputt und er stirbt. Kirito und Eugeo werden als Verbrecher von niemand anderem als Alice persönlich abgeführt, die sich als Integrationsritterin Synthesis Thirty (アリス・シンセシス・サーティ, Arisu Shinseshisu Sāti) herausstellt. Ganz anders als die Alice, die Eugeo vor vielen Jahren zurückließ, scheint die Integrationsritterin nur auf ihre Pflicht konzentriert und erinnert sich weder an ihre Kindheit noch an Eugeo selbst.
Die beiden werden in der Central Cathedral der Stadt eingesperrt, dem Ort, an dem sich wahrscheinlich auch Alice selbst befindet. Nachdem sie ohne ihre Waffen aus dem Kerker entkommen, stellt sich ihnen Integrationsritter Eldrie Synthesis Thirty-one (エルドリエ・シンセシス・サーティワン, Erudorie Shinseshisu Sātiwan) entgegen; die Integrationsritter sahen ihre Flucht bereits voraus. Nach einem ungleichen Kampf fällt den unterlegenen Jungen ein, dass Eldrie der kürzliche Sieger des Großen Turniers der vier Reiche ist, aber daran scheinbar keine Erinnerungen mehr hat. Als sie seinen echten Namen rufen und ihn an seine Vergangenheit erinnern, wird Eldrie paralysiert und eine Art durchsichtiges Prisma wird aus seiner Stirn gehoben. Bevor dieser Prozess, der scheinbar Eldries Erinnerungen wiederherstellt, vollendet werden kann, erscheint ein zweiter Integrationsritter und vertreibt Kirito und Eugeo mit Pfeilen. Bei der Flucht erscheint in den Gärten der Cathedral plötzlich eine Tür, die den beiden das Entkommen ermöglicht. Es stellt sich als eine Art Portal heraus, das direkt in die Bibliothek der Cathedral führt. Die Person, die ihnen das Portal öffnete, ist Cardinal (カーディナル, Kādinaru), die personifizierte Form des Kontrollprogramms, das wie schon in SAO automatisch die Spielbalance herstellen soll. Cardinal erklärt Kirito, dass Underworld von einer Frau namens Quinella (クィネラ, Kwinera) beherrscht wird, die sich selbst Administrator nennt. Quinella riss wenige Jahrzehnte nach der Erschaffung der Underworld, nachdem die RATH-Mitarbeiter die Welt verlassen hatten, geschickt die Herrschaft an sich und erlangte schließlich den Zugriff auf die vollständige Liste der Systembefehle. Sie fusionierte sich mit dem Cardinal-System und wurde unsterblich. Das Unterprogramm von Cardinal, welches für die Kontrolle des Hauptprogramms zuständig ist und solche Vorgänge eigentlich verhindern sollte, konnte sich bei einer Fluctlight-Übertragung befreien und die jetzige personifizierte Form annehmen. Quinella versuchte, Cardinal zu zerstören, diese konnte jedoch in die Bibliothek entkommen und sie vollständig abriegeln. Cardinal beobachtete die Underworld mehr als zweihundert Jahre und berichtet Eugeo und Kirito, dass das Piety Module (敬神モジュール, Paieti Mojūru), welches sie zuvor bei Eldrie beobachteten, die Erinnerungen der Integrationsritter blockiert und sie Quinella hörig macht; so auch bei Alice. Die drei planen, Quinella zu besiegen, da wegen ihrer Leitung die Underworld vermutlich bald von RATH zurückgesetzt würde. Weiterhin möchten sie Alices Piety Module mit Cardinals Sakralkünsten entfernen, damit sie wieder zur „richtigen“ Alice Zuberg wird, nach der Eugeo alle Jahre suchte.
Cardinal schickt Kirito und Eugeo ins Innere der Central Cathedral, wo diese ihre Waffen zurückerlangen können und sich auf den Weg nach oben zu Quinellas Aufenthaltsort machen. Sie treffen erneut auf den bogenschießenden Integrationsritter Deusolbert Synthesis Seven (デュソルバート・シンセシス・セブン, Dyusorubāto Shinseshisu Sebun), welchen sie bezwingen. Auf dem Weg in den fünfzigsten Stock werden sie von Linel und Fizel überrascht, die sich als zu Integrationsrittern ausgebildete Kinder herausstellen und die beiden lähmen. Sie bringen Eugeo und Kirito in den fünfzigsten Stock, wo Integrationsritterin Fanatio Synthesis Two (ファナティオ・シンセシス・ツー, Fanatio Shinseshisu Tsū) auf sie wartet. Kirito durchschaute den Trick der Mädchen jedoch und setzt sie seinerseits außer Gefecht. Im folgenden Kampf zwischen Fanatio sowie Eugeo und Kirito müssen alle drei die Freisetzung der vollständigen Rüstungskontrolle (武装完全支配術, Busō Kanzen Shihai Jutsu) verwenden, eine an das Schwert gekoppelte Kraft, welche dessen „Erinnerungen“ und Eigenschaften als Angriff freisetzt. Dadurch wird Fanatio so stark verletzt, dass Kirito den von Cardinal für Alice vorgesehenen Lähmungsdolch nutzen muss, um Fanatio in die Bibliothek zu transportieren und so vor dem Tod zu retten. Die beiden Schwertkämpfer setzen aber ihren Weg in die achtzigste Etage fort, wo Alice auf sie wartet. Als Eugeo mit dem magischen Eis seiner vollständigen Rüstungskontrolle die Integrationsritterin einfrieren kann, gelingt es ihm beinahe, sie mit Cardinals Dolch in die Bibliothek zu transportieren, aber Alice kann sich befreien. Durch Kiritos Gegenangriff wird die Mauer der Central Cathedral zerstört und Alice und Kirito fallen hinaus, bevor sich die Mauer wieder schließt.
Eugeo trifft alleine weiter oben in der Cathedral auf den ersten Integrationsritter, Bercouli Synthesis One (ベルクーリ・シンセシス・ワン, Berukūri Shinseshisu Wan), der Eugeo schon aus den Sagen seines Heimatdorfes bekannt ist. Der Kampf endet damit, dass Eugeo sich und Bercouli einfriert und damit beide töten möchte. Bevor dies geschieht, erscheint Erzbischof Chudelkin (チュデルキン元老長, Chuderukin Genrouchou), friert Bercouli ein und lässt Eugeo einschlafen. Dieser wird an die Spitze der Cathedral transportiert, wo er auf Administrator trifft. Bevor Eugeo sie mit dem Dolch einfrieren kann, umgarnt ihn Administrator mit Lügen und falschen Versprechungen so, dass Eugeo freiwillig sein Fluctlight freigibt und sich ein Piety Module einsetzen lässt.
Zur gleichen Zeit hängen Alice und Kirito gerade so an der Außenmauer der Cathedral. Die beiden erkennen, dass sie alleine nicht die Mauer bis zur nächsten offenen Etage erklimmen können, und schließen eine kurzzeitige Waffenruhe. Einige Etagen höher entdecken sie, dass zur Verteidigung der Cathedral Flugwesen aus dem Dark Territory auf einem Felsvorsprung positioniert sind. Alice zweifelt auch daher immer mehr an den guten Absichten von Administrator, die sie zuvor mehrfach gegenüber Kirito und Eugeo verteidigte. Da sie tatsächlich schwache Erinnerungen an ihre kleine Schwester Selka und andere Ereignisse vor ihrer Synthese hat, lässt sie sich von Kirito überzeugen, dass sie nicht eine von den Göttern gesandte Kriegerin ist, wie Administrator sie glauben lassen möchte. Als Alice sich schließlich – ohne mentalen Widerstand wie bei Eugeo – von der Axiom-Kirche und deren Tabu-Index fortsagt, wird genauso wie bei Eugeo zuvor ihr rechtes Auge durch den mysteriösen „Code 871“ zerstört. Sie stimmt zu, mit Kirito und Eugeo Administrator zu bezwingen, damit später ihr Piety Module entfernt wird. Zurück in der Cathedral finden die beiden Chudelkin und dessen Senat, jedoch flieht Chudelkin vor den Schwertkämpfern in die zweitoberste Ebene.
Fast oben angekommen, treffen Alice und Kirito auf Eugeo, der nun ein Integrationsritter ist (Synthesis Thirty-Two) und wie die anderen keine Erinnerungen hat.

## Charaktere
| Charakter            | Nickname                                  | Gilde                                                                                             | gespielte VR                  | ALO Rasse     | Weiteres |
| -------------------- | ----------------------------------------- | ------------------------------------------------------------------------------------------------- | ----------------------------- | ------------- | --- |
| Kazuto Kirigaya      | Kirito                                    | Ehemaliges Mitglied der „Die schwarzen Katzen der Nacht“ (SAO) und „Ritter des Blutschwurs“ (SAO) | SAO, ALO, GGO, OS, Underworld | Spriggan      | Beta-Tester in SAO, Freund (später Verlobter) von Asuna (Ehemann in SAO und ALO), Cousin und Stiefbruder von Suguha                                                                |
| Asuna Yuuki          | Asuna                                     | Vizekommandantin der „Ritter des Blutschwurs“                                                     | SAO, ALO, GGO, OS, Underworld | Undinen       | Freundin (später Verlobte) von Kirito (Ehefrau in SAO und ALO) |
| Akihiko Kayaba       | Heathcliff                                | Anführer der „Ritter des Blutschwurs“                                                             | SAO                           |               | Entwickler und Game Master von SAO |
| Ryoutarou Tsuboi     | Klein                                     | Anführer der „Fuurinkazan“                                                                        | SAO, ALO, GGO, OS, Underworld | Salamander    | Freund von Kirito |
| Keiko Ayano          | Silica                                    |                                                                                                   | SAO, ALO, GGO, OS, Underworld | Cait Sith     | Beast Tamer |
| Rika Shinozaki       | Lisbeth                                   |                                                                                                   | SAO, ALO, GGO, OS, Underworld | Leprechaun    | Schmiedin in SAO, Beste Freundin von Asuna |
| Yui-MHCP001          | Yui                                       |                                                                                                   | SAO, ALO                      | Private Pixie | Hilfsprogramm (Mentale-Gesundheit-Beratungsprogramm Prototyp 001, Codename YUI) von SAO Wurde von Asuna und Kirito in SAO adoptiert und ist seitdem die In-Game-Tochter der beiden |
|                      | Sachi                                     | Die schwarzen Katzen der Nacht                                                                    | SAO                           |               | Stirbt wie die anderen schwarzen Katzen der Nacht durch eine Labyrinthfalle in SAO                                                                                                 |
| Suguha Kirigaya      | Leafa                                     |                                                                                                   | ALO, Underworld               | Sylphen       | Cousine und Adoptivschwester von Kazuto |
| Shino Asada          | Sinon                                     |                                                                                                   | GGO, ALO, OS, Underworld      | Cait Sith     | hat ein Waffentrauma bzw. eine posttraumatische Belastungsstörung, seit sie als Kind einen Bankräuber erschoss                                                                     |
| Yuuki Konno          | Yuuki                                     | 2. Anführerin der „Sleeping Knights“                                                              | ALO                           | Imp           | Unheilbar an AIDS erkrankt; stirbt im Kreise ihrer Freunde und aller ALO-Spieler in ALO                                                                                            |
| Nobuyuki Sugou       | Oberon                                    |                                                                                                   | ALO                           | Elfenkönig    | ehemaliger Direktor des Forschungsinstituts der RECT Progress Inc., durch Kirito entlarvt                                                                                          |
| Andrew Gilbert Mills | Agil                                      |                                                                                                   | SAO, ALO, OS, Underworld      | Gnome         | betreibt im echten Leben ein Café |
| Shinkawa Kyouji      | Spiegel (Shupīgeru), Sterben/Mortis (GGO) |                                                                                                   | GGO                           |               | Shinkawa Shoichis Bruder, besessen von Shino Mit seinem Bruder zusammen plant er PKs in Form echter Morde in GGO                                                                   |
| Shinkawa Shoichi     | XaXa (SAO), Sterben/Mortis (GGO)          | Laughing Coffin                                                                                   | SAO, GGO                      |               | Bruder von Shinkawa Kyou PK-Spieler in SAO, führte in GGO mit seinem Bruder die PKs weiter                                                                                         |
| Yuna                 | Black Yuna                                |                                                                                                   | SAO, OS, Underworld           |               | Von Shigemura erschaffene KI, welche auf seiner gleichnamigen Tochter basiert und mit den Spielern in Ordinal Scale interagiert                                                    |
| Eiji Nochizawa       | Nautilus                                  | Ritter des Blutschwurs                                                                            | SAO, OS, Underworld           |               | Mit Yuna befreundet, stärkster Spieler in Ordinal Scale und Träger eines Exoskeletts von Shigemura                                                                                 |
| Eugeo                | Integrationsritter Eugeo Synthesis 32     |                                                                                                   | Underworld                    |               | Underworld-Bewohner, bester Freund von Kirito, stirbt im Kampf gegen Quinella |
| Alice Zuberg         | Integrationsritter Alice Synthesis 30     |                                                                                                   | Underworld                    |               | Underworld-Bewohnerin, erste „wahre KI“ des Projekt Alicization, Integrationsritterin seit einem Tabubruch in ihrer Kindheit, in der realen Welt Nutzerin eines Androidenkörpers   |
| Tiese Shtolienen     |                                           |                                                                                                   | Underworld                    |               | Underworld-Bewohnerin, Eugeos Page an der Akademie der Schwertkünste |
| Ronye Arabel         |                                           |                                                                                                   | Underworld                    |               | Underworld-Bewohnerin, Kiritos Page an der Akademie der Schwertkünste |
| Cardinal             |                                           |                                                                                                   | Underworld                    |               | Personifizierte Version von Underworlds Kontrollprogramm |
| Quinella             | Administrator                             |                                                                                                   | Underworld                    |               | Mächtigste Underworld-Bewohnerin, mit dem Kontrollsystem Cardinal fusioniert, durch Kirito, Eugeo und Alice gestürzt                                                               |

## Veröffentlichung
Sword Art Online ist Reki Kawaharas Debütroman, den er ursprünglich für den Dengeki Game Shōsetsu Taishō (電撃ゲーム小説大賞, „Großer Dengeki-Computerspiele-Romanpreis“) 2002 des Light-Novel-Imprints Dengeki Bunko des Verlags ASCII Media Works schrieb. Da er allerdings die Seitenbegrenzung überschritt verzichtete er schließlich auf eine Einsendung und stellte das Werk im November 2002 unter dem Pseudonym Fumio Kunori (九里 史生) auf seine Website.
2008 startete er mit Accel World einen erneuten Anlauf für diesen Preis, wobei er den ersten Platz erreichte, so dass dieses nun von ASCII Media Works verlegt wurde. Gleichzeitig bot ihm der Verlag an, Sword Art Online professionell zu verlegen, wobei er die bereits geschriebenen Geschichten bis auf eine Kurzgeschichte von seiner Website entfernte. Die Illustrationen zu den einzelnen Bänden stammen von abec.
Der erste Band in Buchform erschien am 10. April 2009 und bis Mai 2020 wurden folgende 24 Bände veröffentlicht:
| #  | Titel | JP VÖ-Datum       | ISBN                   | DE VÖ-Datum       | ISBN                   |
| -- | --- | ----------------- | ---------------------- | ----------------- | ---------------------- |
| 01 | Sword Art Online 1: Aincrad ソードアート・オンライン1 アインクラッド Sōdo Āto Onrain 1: Ainkuraddo                                                           | 10. April 2009    | ISBN 978-4-04-867760-8 | 16. November 2017 | ISBN 978-3-8420-1114-4 |
| 02 | Sword Art Online 2: Aincrad ソードアート・オンライン2 アインクラッド Sōdo Āto Onrain 2: Ainkuraddo                                                           | 10. August 2009   | ISBN 978-4-04-867935-0 | 8. Februar 2018   | ISBN 978-3-8420-1115-1 |
| 03 | Sword Art Online 3: Fairy Dance ソードアート・オンライン3 フェアリィ・ダンス Sōdo Āto Onrain 3: Feari Dansu                                                  | 10. Dezember 2009 | ISBN 978-4-04-868193-3 | 14. Mai 2018      | ISBN 978-3-8420-1116-8 |
| 04 | Sword Art Online 4: Fairy Dance ソードアート・オンライン4 フェアリィ・ダンス Sōdo Āto Onrain 4: Feari Dansu                                                  | 10. April 2010    | ISBN 978-4-04-868452-1 | 9. August 2018    | ISBN 978-3-8420-1117-5 |
| 05 | Sword Art Online 5: Phantom Bullet ソードアート・オンライン5 ファントム・バレット Sōdo Āto Onrain 5: Fantomu Baretto                                         | 10. August 2010   | ISBN 978-4-04-868763-8 | 8. November 2018  | ISBN 978-3-8420-1118-2 |
| 06 | Sword Art Online 6: Phantom Bullet ソードアート・オンライン6 ファントム・バレット Sōdo Āto Onrain 6: Fantomu Baretto                                         | 10. Dezember 2010 | ISBN 978-4-04-870132-7 | 8. Februar 2019   | ISBN 978-3-8420-1119-9 |
| 07 | Sword Art Online 7: Mother’s Rosario ソードアート・オンライン7 マザーズ・ロザリオ Sōdo Āto Onrain 7: Mazāzu Rosario                                          | 10. April 2011    | ISBN 978-4-04-870431-1 | 8. Mai 2019       | ISBN 978-3-8420-1120-5 |
| 08 | Sword Art Online 8: Early and Late ソードアート・オンライン8 アーリー・アンド・レイト Sōdo Āto Onrain 8: Ārī ando Reito                                      | 10. August 2011   | ISBN 978-4-04-870733-6 | 7. August 2019    | ISBN 978-3-8420-1121-2 |
| 09 | Sword Art Online 9: Alicization Beginning ソードアート・オンライン9 アリシゼーション・ビギニング Sōdo Āto Onrain 9: Arishizēshon Biginingu                   | 10. Februar 2012  | ISBN 978-4-04-886271-4 | 25. November 2019 | ISBN 978-3-8420-1122-9 |
| 10 | Sword Art Online 10: Alicization Running ソードアート・オンライン10 アリシゼーション・ランニング Sōdo Āto Onrain 10: Arishizēshon Ranningu                   | 10. Juli 2012     | ISBN 978-4-04-886697-2 | 1. Februar 2020   | ISBN 978-3-8420-1123-6 |
| 11 | Sword Art Online 11: Alicization Turning ソードアート・オンライン11 アリシゼーション・ターニング Sōdo Āto Onrain 11: Arishizēshon Tāningu                    | 10. Dezember 2012 | ISBN 978-4-04-891157-3 | 2. Mai 2020       | ISBN 978-3-8420-1124-3 |
| 12 | Sword Art Online 12: Alicization Rising ソードアート・オンライン12 アリシゼーション・ライジング Sōdo Āto Onrain 12: Arishizēshon Raijingu                    | 10. April 2013    | ISBN 978-4-04-891529-8 | 2. Januar 2021    | ISBN 978-3-8420-1125-0 |
| 13 | Sword Art Online 13: Alicization Dividing ソードアート・オンライン13 アリシゼーション・ディバイディング Sōdo Āto Onrain 13: Arishizēshon Dibaidingu          | 10. August 2013   | ISBN 978-4-04-891757-5 | 9. Juni 2021      | ISBN 978-3-8420-1126-7 |
| 14 | Sword Art Online 14: Alicization Uniting ソードアート・オンライン14 アリシゼーション・ユナイティング Sōdo Āto Onrain 14: Arishizēshon Yunaitingu             | 10. April 2014    | ISBN 978-4-04-866505-6 | 25. Oktober 2021  | ISBN 978-3-8420-7026-4 |
| 15 | Sword Art Online 15: Alicization Invading ソードアート・オンライン15 アリシゼーション・インベーディング Sōdo Āto Onrain 15: Arishizēshon Inbēdingu           | 9. August 2014    | ISBN 978-4-04-866775-3 | 08 Mai 2024       | ISBN 978-3-8420-7454-5 |
| 16 | Sword Art Online 16: Alicization Exploding ソードアート・オンライン16 アリシゼーション・エクスプローディング Sōdo Āto Onrain 16: Arishizēshon Ekusupurōdingu | 8. August 2015    | ISBN 978-4-04-865307-7 | 15 Januar 2025    | ISBN 978-3842082885    |
| 17 | Sword Art Online 17: Alicization Awakening ソードアート・オンライン17 アリシゼーション・アウェイクニング Sōdo Āto Onrain 17: Arishizēshon Aueikingu          | 9. April 2016     | ISBN 978-4-04-865883-6 |                   |                        |
| 18 | Sword Art Online 18: Alicization Lasting ソードアート・オンライン18 アリシゼーション・ラスティング Sōdo Āto Onrain 18: Arishizēshon Rasutingu                | 10. August 2016   | ISBN 978-4-04-892250-0 |                   |                        |
| 19 | Sword Art Online 19: Moon Cradle ソードアート・オンライン19 ムーン・クレイドル Sōdo Āto Onrain 19: Mūn Kureidoru                                             | 10. Februar 2017  | ISBN 978-4-04-892668-3 |                   |                        |
| 20 | Sword Art Online 20: Moon Cradle ソードアート・オンライン20 ムーン・クレイドル Sōdo Āto Onrain 20: Mūn Kureidoru                                             | 8. September 2017 | ISBN 978-4-04-893283-7 |                   |                        |
| 21 | Sword Art Online 21: Unital Ring I ソードアート・オンライン21 ユナイタル・リングＩ Sōdo Āto Onrain 21: Yunaitaru Ringu I                                     | 7. Dezember 2018  | ISBN 978-4-04-912211-4 |                   |                        |
| 22 | Sword Art Online 22: Kiss and Fly ソードアート・オンライン22 キス・アンド・フライ Sōdo Āto Onrain 21: Kisu ando Furai                                        | 10. Oktober 2019  | ISBN 978-4-04-912675-4 |                   |                        |
| 23 | Sword Art Online 23: Unital Ring II ソードアート・オンライン23 ユナイタル・リングII Sōdo Āto Onrain 23: Yunaitaru Ringu II                                   | 10. Dezember 2019 | ISBN 978-4-04-912891-8 |                   |                        |
| 24 | Sword Art Online 24: Unital Ring III ソードアート・オンライン24 ユナイタル・リングIII Sōdo Āto Onrain 24: Yunaitaru Ringu III                                | 9. Mai 2020       | ISBN 978-4-04-913155-0 |                   |                        |
| 25 | Sword Art Online 25: Unital Ring IV ソードアート・オンライン25 ユナイタル・リングIV Sōdo Āto Onrain 25: Yunaitaru Ringu IV                                   | 10. Dezember 2020 | ISBN 978-4-04-913531-2 |                   |                        |
| 26 | Sword Art Online 25: Unital Ring V ソードアート・オンライン26 ユナイタル・リングV Sōdo Āto Onrain 26: Yunaitaru Ringu V                                      | 8. Oktober 2021   | ISBN 978-4-04-914035-4 |                   |                        |
| 27 | Sword Art Online 25: Unital Ring VI ソードアート・オンライン27 ユナイタル・リングVI Sōdo Āto Onrain 27: Yunaitaru Ringu VI                                   | 7. Oktober 2022   | ISBN 978-4-04-914622-6 |                   |                        |
| 28 | Sword Art Online 28: Unital Ring VII | 7. Juni 2024      | ISBN 978-4-04-915556-3 |                   |                        |

Der Inhalt der Bände 1 und 2 wurde leicht verändert von der Webversion übernommen, Bände 3 und 4 erweitert, Band 5 fast vollständig neugeschrieben und Band 6 neuer Inhalt. In Band 8 waren zwei der drei Geschichten ebenfalls zuvor als Webversion vorhanden. Der Alicization-Zyklus begann als Webversion im Januar 2005 und entspricht vom Umfang etwa dem der gesamten vorigen Bände.
Die Bände lassen sich dabei in fünf Zyklen mit unterschiedlichen virtuellen Realitäten einteilen:
1. Sword Art Online (SAO) mit der Haupthandlung in Band 1 und dazu eine Reihe an Kurzgeschichten in verschiedenen Bänden:
  1. Vier Kurzgeschichten (Der Schwarze Schwertkämpfer (黒の剣士, Kuroi Kenshi), Die Wärme des Herzens (心の温度, Kokoro no Ondo), Das Mädchen im Morgentau (朝露の少女, Asatsuyu no Shōjo) und Das Rentier mit der roten Nase (赤鼻のトナカイ, Akahana no Tonakai)) in Band 2,
  2. Zwei Kurzgeschichten in Band 8 (Ein Vorfall in der sicheren Zone (圏内事件, Kennai Jiken), Der erste Tag (はじまりの日, Hajimari no Hi)),
  3. Eine Kurzgeschichte in Band 22 (The Day Before (ザ・デイ・ビフォア, Za Dei Bifoa)),
  4. Die zu SAO zeitgleich handelnde Kurzgeschichte Sister's Prayer ebenfalls in Band 22;
2. Alfheim Online (ALO) in den Bänden 3, 4 und 7 sowie je eine Kurzgeschichte in Band 8 (Calibur (キャリバー, Kyaribā, in Bezugnahme auf Excalibur und „[Mann von] Kaliber“)) und Band 22 (The Day After (ザ・デイ・アフター, Za Dei Afutā));
3. Gun Gale Online (GGO) in den Bänden 5 und 6;
4. Underworld in den Bänden 9 bis 20;
5. Unital Ring in Band 21 und ab Band 23;

In den Bänden sind dabei nicht alle veröffentlichten Kurzgeschichten enthalten.
Bis Anfang September 2012 wurden 5,85 Millionen Buchexemplare verkauft, wobei es im Juni 2012 noch vor der Anime-Ausstrahlung 4,12 Millionen waren. 2012 war es die mit Abstand zum Zweitplatzierten Accel World meistverkaufte Light-Novel-Reihe des Jahres 2012. Von November 2012 bis November 2013 wurden weitere 2 Millionen Exemplare verkauft, womit es abermals die erfolgreichste Light-Novel-Reihe des Jahres 2013 war. Bei der seit 2005 im Light-Novel-Führer Kono Light Novel ga Sugoi! herausgegebenen Rangliste wurde Sword Art Online 2011 als viertbeste und 2012 als beste Light Novel ausgezeichnet.
In den USA wurde die Romanreihe von Yen Press lizenziert und erscheint dort seit dem 22. April 2014. Der erste Band platzierte sich auf Platz 1 der von Nielsen BookScan veröffentlichten Science-Fiction-Bestsellerliste.
In Deutschland sollte der Roman ursprünglich Ende 2014 bei Tokyopop veröffentlicht werden. Dieses Datum wurde seither wiederholt verschoben. Am 16. November 2017 wurde der erste Band der Light Novel auch in Deutschland veröffentlicht. Seitdem erscheinen meist zwei bis drei Bände pro Jahr, wobei die deutsche Veröffentlichung der japanischen noch im März 2022 mehr als zehn Bände hinterher war.

### Sword Art Online: Progressive
Ab 10. Oktober 2012 wurde der erste Band (ISBN 978-4-04-886977-5) von Sword Art Online: Progressive (ソードアート・オンライン プログレッシブ, Sōdo Āto Onrain: Puroguresshibu) veröffentlicht, das eine Neuerzählung der Buchreihe in chronologischer Reihenfolge darstellt. Der erste Band umfasst die Level 1 und 2 von Aincrad und enthielt Neufassungen der Kurzgeschichten Hoshi Naki Yoru no Aria (星なき夜のアリア, „Arie der sternenlosen Nacht“) und Hakanaki Tsurugi no Rondo (儚き剣のロンド). Erstere erschien zuvor nur als Webversion und zweitere wurde als Dōjinshi veröffentlicht. Mit 147.000 Exemplaren in der ersten Woche, war es meistverkaufte Buch jener Woche. Der zweite Band (ISBN 978-4-04-866163-8, 10. Dezember 2013) handelt von Level 3 und entspricht der Geschichte Kuroshiro no Concerto und der dritte Band (ISBN 978-4-04-869096-6, 10. Dezember 2014) von Level 4 mit der bis dahin unveröffentlichten Geschichte Hōei no Barcarolle (泡影のバルカローレ, Hōei no Barukarōre, dt. „flüchtiges Abbild einer Barkarole“).

### „offizielle“ Dōjinshi
Reki Kawahara nimmt unter seinem Pseudonym Fumio Kunori mit dem Zirkelnamen WordGear auch an der vierteljährlich stattfindenden Dōjinshi-Verkaufsmesse Comitia teil, auf der er auch Dōjinshi zu Sword Art Online veröffentlicht. Diese haben, bis auf Sonderausgaben zu den Figuren Lisbeth, Silica und Pina, den Reihentitel Sword Art Online: Material Edition (ソードアートオンライン マテリアルエディション, Sōdo Āto Onrain: Materiaru Edishon). Die erste und dritte Nummer war jeweils ein Manga, die zweite Figurenbeschreibungen mit deren Level, Skills, Ausrüstung, und ab Nummer 4 Kurzgeschichten.
| #  | Titel * | VÖ-Datum                       |
| -- | --- | ------------------------------ |
| 01 | Kōryakusha-tachi 攻略者たち                                                                                             | Comitia 82, 18. November 2007  |
| 02 | Early Characters | Comitia 83, 10. Februar 2008   |
| 03 | Ceramic Heart セラミックハート, Seramikku Hāto                                                                          | Comitia 84, 5. Mai 2008        |
| 04 | Cold Hand, Warm Heart コールドハンド・ウォームハート, Kōrudo Hando, Wōmu Hāto                                           | Comitia 86, 16. November 2008  |
| 05 | Salvia サルビア, Sarubia                                                                                                | Comitia 88, 5. Mai 2009        |
| 06 | Algade no Ketto アルゲードの決斗, Arugēdo no Ketto                                                                      | Comitia 90, 15. November 2009  |
| 07 | Zoku Hoshi Naki Yoru no Aria 続・星なき夜のアリア                                                                       | Comitia 97, 21. August 2011    |
| 08 | Hakanaki Tsurugi no Rondo 儚き剣のロンド                                                                                | Comitia 98, 30. Oktober 2011   |
| 09 | Kuroshiro no Concerto 黒白のコンチェルト, Kuroshiro no Koncheruto                                                       | Comitia 99, 5. Februar 2012    |
| 0– | Lisbeth Edition - Mizuoto, Tsuchioto (水音、槌音) - Hinichijō to Iu Nichijō (非日常という日常)                          | Comitia 100, 5. Mai 2012       |
| 0– | Silica Edition - Fuyu no Hidamari (冬の陽だまり) - Saigo no Yakusoku (最後の約束)                                       | Comitia 102, 18. November 2012 |
| 0– | Pina Edition - Jūyon-kaime no Aki (十四回目の秋) - Pina Edi Omake Manga Gekijō (ピナ・エディ・おまけ・まんが劇場)       | Comitia 105, 18. August 2013   |
| 10 | 16.6 * | Comitia 106, 20. Oktober 2013  |
| 11 | 16.7 * | Comitia 107, 2. Februar 2014   |
| 12 | 16.8 * | Comitia 108, 5. Mai 2014       |
| 13 | 16.9 * | Comitia 109, 31. August 2014   |
| 14 | Sugary Days 5 シュガーリィ・デイズ5, Shugāri Deizu 5                                                                    | Comitia 110, 23. November 2014 |
| 15 | Sugary Days 6 シュガーリィ・デイズ6, Shugāri Deizu 6                                                                    | Comitia 112, 5. Mai 2015       |
| 16 | Sugary Days 7 シュガーリィ・デイズ7, Shugāri Deizu 7                                                                    | Comitia 113, 30. August 2015   |
| 17 | Uwasa no Fukudanchō-sama うわさの副団長さま                                                                             | Comitia 114, 15. November 2015 |
| 18 | Sugary Days 8 シュガーリィ・デイズ8, Shugāri Deizu 8                                                                    | Comitia 115, 31. Januar 2016   |
| 19 | Sugary Days 9 シュガーリィ・デイズ9, Shugāri Deizu 9                                                                    | Comitia 116, 5. Mai 2016       |
| 20 | Monochromatic Colors モノクロマティック・カラーズ, Monokuromatikku Karāzu                                               | Comitia 117, 21. August 2016   |
| 21 | SAOP 4.2/Bunkoban SAO no Kore kara/Gekijōban no Koto/Game no Koto SAOP4.2/文庫版SAOのこれから/劇場版のこと/ゲームのこと | Comitia 118, 23. Oktober 2016  |
| 22 | Augmented Majic オーグメンテッド・マジック, Ōgumendeddo Majikku                                                         | Comitia 119, 12. Februar 2017  |
| 23 | Sugary Days 10 シュガーリィ・デイズ10, Shugāri Deizu 10                                                                 | Comitia 120, 6. Mai 2017       |
| 24 | Sugary Days 11 シュガーリィ・デイズ11, Shugāri Deizu 11                                                                 | Comitia 121, 20. August 2017   |
| 25 | Sugary Days 12/SAO Shinshō no Koto シュガーリィ・デイズ12/SAO新章のこと, Shugāri Deizu 12/SAO Shinshō no Koto           | Comitia 122, 23. November 2017 |
| 26 | Sugary Days 13 シュガーリィ・デイズ13, Shugāri Deizu 13                                                                 | Comitia 123, 11. Februar 2018  |

Auf der Comitia 95 vom 13. Februar 2011 erschien zudem der Band Sword Art Online Material Edition Sōshūhen: The Assemblage (総集編 ジ・アセンブレイジ, Ji Assembureiji) in der die Nummern 1 bis 6 zusammengefasst wurden. Diese enthält zudem die Kurzgeschichte Sword Art Online: Gaiden X2: Tatta Hitotsu no Kyūkyokuteki na Yarikata (ソードアート・オンライン外伝X2 たったひとつの究極的なやりかた), die nach dem Ende von Alicization spielt und einen Abschluss der Gesamthandlung darstellt.

### Sword Art Online Alternative Gun Gale Online
Bis April 2018 wurden von der Reihe mehr als 1,4 Millionen Exemplare verkauft.

## Manga
In ASCII Media Works Light-Novel-Magazin Dengeki Bunko Magazine wurden zwei Manga-Adaptionen veröffentlicht. Von Ausgabe 15 (10. August 2010) bis Ausgabe 25 (10. April 2012) lief darin Sword Art Online: Aincrad von Tamako Nakamura, anschließend von Ausgabe 25 bis Ausgabe 37 (10. April 2014) Sword Art Online: Fairy Dance von Tsubasa Hazuki, sowie ab Ausgabe 38 (10. Juni 2014) Sword Art Online: Mother’s Rosario. Diese Serien adaptierten jeweils die entsprechenden gleichnamigen Romanbände.
Die Kapitel von Sword Art Online: Aincrad wurden in zwei gleichzeitig veröffentlichten Sammelbänden (Tankōbon) zusammengefasst:
1. ISBN 978-4-04-886906-5, 27. September 2012
2. ISBN 978-4-04-886907-2, 27. September 2012

jene zu Fairy Dance in drei Bänden:
1. ISBN 978-4-04-886976-8, 27. Oktober 2012
2. ISBN 978-4-04-891911-1, 27. August 2013
3. ISBN 978-4-04-866685-5, 27. Juni 2014

sowie bisher (Stand: April 2015) drei Bände zu Mother’s Rosario:
1. ISBN 978-4-04-869156-7, 10. Dezember 2014

Im gleichen Jahr startete unter dem Titel Sword Art Online – Calibur ein Prequel zu Mother’s Rosario, das später in einem Sammelband erschien.
Die ersten beiden Mangareihen erschienen in den USA bei Yen Press 2014/2015. Aincrad erscheint seit Juni 2015 bei Tokyopop auf Deutsch, Fairy Dance seit September 2015 und das einbändige Calibur im August 2019. Von Juli bis Oktober 2019 erschien auch Mother’s Rosario. Darauf folgend erschien auch Project Alicization vollständig von Mai 2020 bis August 2022.
Aincrad
1. ISBN 978-3-8420-1027-7, 10. Juni 2015
2. ISBN 978-3-8420-1028-4, 10. Juni 2015

Fairy Dance
1. ISBN 978-3-8420-1137-3, 10. September 2015
2. ISBN 978-3-8420-1138-0, 10. September 2015
3. ISBN 978-3-8420-1139-7, 7. Oktober 2015

Phantom Bullet
1. ISBN 978-3-8420-2169-3, 8. Februar 2019
2. ISBN 978-3-8420-5218-5, 6. März 2019
3. ISBN 978-3-8420-5219-2, 31. Mai 2019

Mother's Rosario
1. ISBN 978-3-8420-5504-9, 3. Juli 2019
2. ISBN 978-3-8420-5505-6, 11. September 2019
3. ISBN 978-3-8420-5506-3, 9. Oktober 2019

Project Alicization
1. ISBN 978-3-8420-6024-1, 2. Mai 2020
2. ISBN 978-3-8420-6025-8, 1. Juli 2020
3. ISBN 978-3-8420-6091-3, 2. November 2020
4. ISBN 978-3-8420-6858-2, 10. März 2021
5. ISBN 978-3-8420-7981-6, 10. August 2022

Parallel zu diesen Umsetzungen läuft seit Ausgabe 15 im Dengeki Bunko Magazine eine Parodie namens Sword Art Online. (そーどあーと☆おんらいん.) von Jūsei Minami im Yonkoma-Comicstrip-Format. Die Kapitel wurden in bisher zwei Bänden zusammengefasst:
1. ISBN 978-4-04-886905-8, 27. September 2012
2. ISBN 978-4-04-866925-2, 27. September 2014

Seit Ausgabe 32 vom 10. Juni 2013 erscheint in diesem Magazin zusätzlich Sword Art Online: Girls Ops (ソードアート・オンライン ガールズ・オプス, ~: Gāruzu Opusu) von Neko Nekobyō, das die Abenteuer der weiblichen Figuren in den Vordergrund rückt:
1. ISBN 978-4-04-866686-2, 10. Juli 2014

Diese Reihe wurde in den USA ebenfalls von Yen Press lizenziert und soll ab Mai 2015 erscheinen.
Im Schwestermagazin Dengeki G’s magazine wurde ab Ausgabe 8/2013 (29. Juni 2013) Sword Art Online Progressive (ソードアート・オンライン プログレッシブ) von Kiseki Himura als Adaption der Progressive-Romanreihe veröffentlicht. Im April 2014 wechselte die Serie ins Magazin Dengeki G’s Comic, wo sie im Februar 2018 abgeschlossen wurde. Die Kapitel erschienen auch in sieben Sammelbänden.
1. ISBN 978-4-04-866011-2, 27. Februar 2014
2. ISBN 978-4-04-866705-0, 10. Juli 2014
3. ISBN 978-4-04-869085-0, 10. Dezember 2014

Der Manga erschien von Oktober 2017 bis Januar 2019 vollständig bei Tokyopop auf Deutsch. Die Fortsetzung Barcarolle of Froth der Progressive-Reihe erscheint seit dem 16. November 2022. Von 2020 bis 2022 erschien in Japan Sword Art Online: Progressive – Kuraki Yūyami no Scherzo (ソードアート・オンライン プログレッシブ 冥き夕闇のスケルツォ). Dieser drei Sammelbände umfassende Manga erschien zwischen August 2023 und Mai 2024 bei Tokyopop auf Deutsch als Sword Art Online – Progressive – Scherzo of Deep Night. Die Übersetzung stammt von Miryll Ihrens.
Sword Art Online Progressive
1. ISBN 978-3-8420-1937-9, 29. September 2017
2. ISBN 978-3-8420-1938-6, 4. Dezember 2017
3. ISBN 978-3-8420-2413-7, 1. Februar 2018
4. ISBN 978-3-8420-2414-4, 5. April 2018
5. ISBN 978-3-8420-4405-0, 9. August 2018
6. ISBN 978-3-8420-4585-9, 4. September 2018
7. ISBN 978-3-8420-4987-1, 9. Januar 2019

Barcarolle of Froth
1. ISBN 978-3-8420-8103-1, 16. November 2022
2. ISBN 978-3-8420-8104-8, 11. Januar 2023

In den USA wird der Manga seit Januar 2015 von Yen Press verlegt, der Verlag Ototo brachte ihn in Frankreich heraus.
Eine Umsetzung von Caliber von Shii Kiya erscheint seit Ausgabe 4 (30. Juli 2014) im Manga-Magazin Dengeki G’s Comic. In deutscher Sprache als Sword Art Online – Calibur bei Tokyopop.
Sword Art Online – Calibur
1. ISBN 978-3-8420-5509-4, 7. August 2019

## Anime

### Sword Art Online
Am 2. Oktober 2011 wurde auf dem Dengeki Bunko Aki no Saiten 2011 (電撃文庫 秋の祭典2011, „Dengeki Bunko Herbstfestival 2011“) bekanntgegeben, dass die Romanreihe verfilmt werden soll, womit es die letzte Light-Novel-Reihe aus der Top 10 von Kono Light Novel ga Sugoi! 2011 war, die eine Anime-Umsetzung erhielt.
Die Serie wird vom Studio A-1 Pictures animiert unter der Regie von Tomohiko Itō. Für die künstlerische Leitung waren Yūsuke Takeda und Takayuki Nagashima verantwortlich. Basierend auf den Vorlagen von abec stammt das Character Design von Shingo Adachi ergänzt um das Sub-Character Design von Tetsuya Kawakami.
Die 25 Folgen wurden vom 8. Juli bis 23. Dezember 2012 um Mitternacht (und damit am vorigen Fernsehtag) zeitgleich auf Tokyo MX, Tochigi TV, Gunma TV und TV Kanagawa ausgestrahlt. Gefolgt von TV Saitama, TV Aichi, RKB Mainichi Hōsō, Hokkaidō Hōsō und Mainichi Hōsō später in derselben Nacht, sowie AT-X, Chiba TV und BS11 später in der Woche. Gestreamt wird die Serie auf Bandai Channel, Nico Nico Dōga und dem PlayStation Store. Die erste Hälfte des Animes wird damit parallel zur zweiten Hälfte von Reki Kawaharas anderer Roman-Verfilmung Accel World gesendet.
Die Adaption erfolgte dabei im Gegensatz zur Romanvorlage chronologisch, so dass nach dem Prolog des ersten Bandes (Folge 1), die Kurzgeschichten Hoshi Naki Yoru no Aria (Folge 2), Akahana no Tonakai (Folge 3) und Kuroi no Kenshi (Folge 4) aus Band 2, Kennai Jiken (Folgen 5 und 6) aus Band 8, sowie Kokoro no Ondo (Folge 7) aus Band 2 folgten, bevor mit den Folgen 8 die Haupthandlung fortgesetzt wurde, unterbrochen von den Folgen 11 und 12 mit der Kurzgeschichte Asatsuyu no Shōjo aus Band 2, sowie dem Abschluss von Band 1 in Folge 14. Ab Folge 15 wurde dann der zweite Handlungszyklus Fairy Dance/Alfheim Online verfilmt.
Zeitgleich zur japanischen Erstausstrahlung wird eine englisch untertitelte Fassung auf Crunchyroll für die Regionen Nordamerika, Südamerika, Vereinigtes Königreich, Irland, Australien, Neuseeland und Südafrika gestreamt.
Vom 24. Oktober 2012 bis 26. Juni 2013 erfolgte die Veröffentlichung auf neun DVDs und Blu-Rays. In der ersten Woche verkaufte sich die erste Blu-Ray mit den ersten beiden Folgen 27.326-mal und war damit nach dem Strike-Witches-Film die zweitmeistverkaufte Animationsfilm-Blu-Ray jener Woche, sowie die DVD 6.844-mal. Den limitierten Fassungen der Blu-Rays – die DVDs wurden nur in einer normalen Fassung veröffentlicht – waren zusätzlich 10 Minuten kurze Bonusfolgen im SD-Stil namens Sword Art Offline (ソードアート・オフライン, Sōdo Āto Ofurain) beigelegt, die die Handlung parodistisch kommentieren.
Für den deutschsprachigen DVD-Markt wurde die Serie von Peppermint Anime lizenziert, die ebenfalls Sword Art Offline lizenzierten. Der Veröffentlichungstermin für die erste DVD/Blu-ray mit den ersten sieben Folgen war der 20. September 2013. Die vierte und letzte DVD/Blu-ray Volume ist für den 28. März 2014 geplant.
Bei den Tōkyō Anime Awards wurde Sword Art Online neben Kuroko no Basuke als Beste Fernsehserie ausgezeichnet sowie Reki Kawahara für die Beste Handlung.

### Sword Art Online: Extra Edition
Am 31. Dezember 2013 wurde der zweistündige Film Sword Art Online: Extra Edition in Japan auf Tokyo MX und BS11 ausgestrahlt, sowie weltweit per Stream angeboten: in Südkorea auf Aniplus, in China auf Leshi, für die französischsprachige Welt auf Wakanim, sowie in den anderen Staaten auf Daisuki.net auf Englisch, Spanisch, Portugiesisch, Italienisch und Deutsch. Die Deutschland-Kinopremiere der Extra-Edition fand am 4. Januar 2014 im Cinecitta-Multiplexkino in Nürnberg statt. Mit dabei waren zudem Patrick Keller und Peter Lehn, die deutschen Synchronstimmen von Kirito und Oberon. Die Premierenvorführung war auf Japanisch mit deutschen Untertiteln. Die japanische DVD/Blu-ray ist für den 23. April 2014 geplant, die deutsche für Sommer 2014.

### Sword Art Online II
Gleichzeitig wurde auf der offiziellen Website eine Fortsetzung der Serie namens Sword Art Online II für 2014 angekündigt. Die ersten 14 Folgen adaptieren dabei das Kapitel Phantom Bullet der Romanbände 5 und 6, die Folgen 15 bis 17 Band 8 mit dem Caliber-Kapitel, sowie ab Folge 18 das Kapitel Mother’s Rosario aus Band 7.
Die erste Folge wurde am 5. Juli 2014 auf TV Tokyo, TV Tochigi und Gunma TV erstausgestrahlt, gefolgt von TV Kanagawa, TV Saitama, Chiba TV, TV Aichi, Hokkaidō Hōsō, TVQ Kyūshū, TV Hokkaidō, AT-X und BS11. Ein Simulcast zur japanischen Erstausstrahlung wird für die Regionen Nord- und Südamerika, Australien, Neuseeland, das Vereinigte Königreich und Irland, Asien (ausgenommen Ostasien) und Europa (ausgenommen deutsch- und französischsprachige Länder) auf Crunchyroll gestreamt, und teilweise Daisuki, sowie im deutschsprachigen Raum bei Peppermint Animes Vimeo-Channel (Peppermint TV) und im französischsprachigen Raum bei LeTV.

### Sword Art Online – The Movie: Ordinal Scale
Angekündigt wurde ein Film zu Sword Art Online erstmals auf dem Dengeki Bunko Aki no Saiten 2015 (電撃文庫 秋の祭典2015, „Dengeki Bunko Herbstfestival 2015“), zunächst unbetitelt. Auf dem Dengeki Bunko Haru no Saiten 2016 Event am 13. März 2016 wurde der Titel als Gekijō-ban Sword Art Online: Ordinal Scale bekannt gegeben.
Am 18. Februar 2017 kam der Film in die japanischen Kinos und wurde am gleichen Tag auch in Deutschland als OmU-Version (Original mit Untertitel) im Kölner Cinedom gezeigt. Am 6. April startete der Film als Sword Art Online – The Movie: Ordinal Scale in über 80 Kinos (über 40.000 Zuschauern) auf Deutsch in Deutschland und Österreich, wobei der DVD- und Blu-ray-Release am 8. Dezember 2017 stattfand.
Im Zuge dessen wurde am Ende des Filmes, mit Bestätigung des Produzenten Shinichiro Kashiwada, der als Ehrengast der Premiere im Kölner Cinedom vor Ort war, eine Fortsetzung von Sword Art Online angeteasert, in welchem Format diese aber erfolgt, wurde nicht ausdrücklich erwähnt.
Obwohl das Drehbuch des Films nicht von Kawahara selbst geschrieben wurde, basiert es auf der Geschichte Hopeful Chant (ホープフル・チャント, Hōpufuru Chanto) des Autors, die an manche Zuschauer in den japanischen Kinos kurz nach Veröffentlichung kostenfrei verteilt wurde. Die Inhalte des Films sind folglich auch Teil des Light-Novel-Kanons und Verweise darauf finden sich in allen folgenden Veröffentlichungen ab dem Alicization-Arc.

### Sword Art Alternative: Gun Gale Online
Der deutsche Publisher Peppermint Anime gab am Mittwoch, 3. Januar 2018 bekannt, dass Sword Art Alternative: Gun Gale Online im April 2018 in Japan starten wird. Hierzu wurde ein kurzer Trailer veröffentlicht. Die Ableger-Serie wurde zwischen dem 8. April und dem 30. Juni 2018 in Japan ausgestrahlt. In Deutschland wurde die Serie zeitgleich auf Wakanim im Simulcast in OmU gezeigt. Eine Ausstrahlung im deutschen Fernsehen fand bisher nicht statt.

### Sword Art Online: Alicization
Die dritte Staffel von Sword Art Online, mit dem Namen Sword Art Online: Alicization, wurde 2017 angekündigt und wurde zwischen dem 6. Oktober 2018 und dem 30. März 2019 ausgestrahlt. Dabei wurde die erste Episode, mit einer Spiellänge von einer knappen Stunde, als Special in mehreren Staaten weltweit, darunter auch Deutschland, vorab am 15. September 2018 gezeigt. In Deutschland wurde Sword Art Online: Alicization zeitgleich auf Wakanim im Simulcast in OmU gezeigt.
Der zweite Teil der dritten Staffel mit dem Titel Sword Art Online: Alicization – War of Underworld wird seit Oktober 2019 im japanischen Fernsehen ausgestrahlt. In Deutschland wird auch der zweite Teil der dritten Staffel zeitgleich auf Wakanim im Simulcast in OmU veröffentlicht. Die Ausstrahlung von Sword Art Online: Alicization – War of Underworld wurde in zwei Teile aufgeteilt. Die Ausstrahlung des ersten Teils endete am 28. Dezember 2019, der zweite Teil sollte ab dem 25. April 2020 ausgestrahlt werden. Aufgrund der COVID-19-Pandemie wurde die Ausstrahlung des zweiten Teils von War of Underworld auf Juli 2020 verschoben und endete am 19. September 2020.

### Sword Art Online Progressive
Nach dem Ende der Ausstrahlung von Sword Art Online: Alicization – War of Underworld wurde am 19. September 2020 angekündigt, dass die Light-Novel-Reihe Sword Art Online: Progressive eine Anime-Adaption erhalten soll. Am 8. November 2020 wurde angekündigt, dass es sich hierbei um einen Kinofilm handeln wird. Der Anime-Film mit dem Titel Sword Art Online Progressive The Movie: Aria of the Starless Night (劇場版 ソードアート・オンライン プログレッシブ 星なき夜のアリア, „Gekijō-ban Sword Art Online: Progressive Hoshi Naki Yoru no Aria“) kam am 30. Oktober 2021 in die japanischen Kinos.
Nach Veröffentlichung des ersten Progressive-Films wurde ein zweiter Teil als Kinofilm mit dem Titel Sword Art Online The Movie -Progressive- Kuraki Yūyami no Scherzo (engl.: „Scherzo of a Dark Dusk“) angekündigt, der nach einer Verschiebung am 22. Oktober 2022 in den japanischen Kinos startete.

### Synchronisation
Die deutsche Synchronisation der ersten, und zweiten Staffel, sowie von Extra Edition wurde vom Studio Metz-Neun angefertigt. Seit dem Film Ordinal Scale entsteht diese bei Oxygen Sound Studios.
| Rolle                         | japanischer Sprecher (Seiyū) | deutscher Sprecher                        |
| ----------------------------- | ---------------------------- | ----------------------------------------- |
| Kazuto „Kirito“ Kirigaya      | Yoshitsugu Matsuoka          | Patrick Keller                            |
| Asuna Yūki                    | Haruka Tomatsu               | Denise Monteiro (Staffel 1–2, Film 1–2)   |
| Asuna Yūki                    | Haruka Tomatsu               | Lisa May-Mitsching (Staffel 3, ab Film 3) |
| Akihiko Kayaba                | Kōichi Yamadera              | Torsten Michaelis                         |
| Heathcliff                    | Tōru Ōkawa                   | Gilles Karolyi                            |
| Suguha „Leafa“ Kirigaya       | Ayana Taketatsu              | Julia Meynen                              |
| Yui                           | Kanae Itō                    | Christiane Werk                           |
| Ryōtarō „Klein“ Tsuboi        | Hiroaki Hirata               | Isaak Dentler                             |
| Andrew Gilbert „Agil“ Mills   | Hiroki Yasutomo              | Dirk Hardegen                             |
| Rika „Lisbeth“ Shinozaki      | Ayahi Takagaki               | Nina Amerschläger                         |
| Keiko „Silica“ Ayano          | Rina Hidaka                  | Clara Dolny (1. Stimme)                   |
| Keiko „Silica“ Ayano          | Rina Hidaka                  | Sarah Madeleine Tusk (2. Stimme)          |
| Keiko „Silica“ Ayano          | Rina Hidaka                  | Helen Blaschke (3. Stimme)                |
| Nobuyuki „Oberon“ Sugou       | Takehito Koyasu              | Peter Lehn                                |
| Shino „Sinon“ Asada           | Miyuki Sawashiro             | Jennifer Weiß                             |
| Yuuki Konno                   | Aoi Yūki                     | Nicole Hise                               |
| Alice Zuberg                  | Ai Kayano                    | Lydia Morgenstern                         |
| Eugeo                         | Nobunaga Shimazaki           | Christian Zeiger                          |
| Shinkawa „Death Gun“ Shouichi | Souichirou Hoshi             | Stephan Schleberger                       |
| Quinella „Administrator“      | Maaya Sakamoto               | Victoria Frenz                            |
| Nochizawa „Nautilus“ Eiji     | Yoshio Inoue                 |                                           |
| Vassago „PoH“ Cassals         | Tsuyoshi Koyama              | Wolfgang Wagner                           |
| Gabriel „Subtilizer“ Miller   | Akira Ishida                 | Karlo Hackenberger                        |
| Thrym                         | Shōzō Iizuka                 |                                           |

### Musik
Der Soundtrack zur Serie stammt von Yuki Kajiura. Für den ersten Handlungsbogen (bis Folge 14) wurde als Vorspann crossing field, getextet und komponiert von Shō Watanabe und gesungen von LiSA, verwendet. Der Abspanntitel wiederum war Yume Sekai (ユメセカイ, „Traumwelt“), der von Asunas Sprecherin Haruka Tomatsu gesungen wird. Für den zweiten Handlungsbogen wurde im Vorspann Innocence von Eir Aoi verwendet und im Abspann Overfly von Luna Haruna.
Die Single zu crossing field wurde am 8. August 2012 veröffentlicht und erreichte Platz 5 der Oricon-Charts, die Single zu Yume Sekai am 25. Juli 2012 und Platz 13.
Im Abspann zu Sword Art Online: Extra Edition kam Niji no Oto (虹の音) von Eir Aoi zum Einsatz.
Bei der zweiten Staffel Sword Art Online II im Teil Phantom Bullet wurde als Vorspanntitel Ignite gesungen von Eir Aoi (Single-Veröffentlichung: 20. August 2014) verwendet und im Abspann Startear von Luna Haruna (Release: 20. August 2014). Im Teil Caliber und Mother’s Rosario (ab Folge 15) wurde der Titel Courage von Haruka Tomatsu (Single 3. Dezember 2014, Platz 4 in den Oricon-Charts) als Vorspann gewählt und die Titel No More Time Machine (Folgen 15–17), sowie ab Folge 18 Shirushi  von LiSA (gemeinsame Single: 10. Dezember 2014, Platz 3 in den Oricon-Charts) als Abspann verwendet.
Im ersten Teil der dritten Staffel Sword Art Online: Alicization wurden ADAMAS von LiSA (Folgen 2–13) und RESISTER von ASCA (Folgen 14–22 & 24) als Vorspanntitel verwendet. Im Abspann wurden Iris (アイリス) von Eir Aoi (Folgen 2–13), forget-me-not von ReoNa (Folgen 14–18 & 20–24) und Niji no Kanata ni (虹の彼方に), ebenfalls von ReoNa (Folge 19), verwendet. Im zweiten Teil der dritten Staffel Sword Art Online: Alicization – War of Underworld wurden Resolution von Haruka Tomatsu (Folgen 1–12) und ANIMA von ReoNa (Folgen 13–22) im Vorspann verwendet. Als Abspanntitel fungierten unlasting von LiSA (Folgen 1–12), I will... von Eir Aoi (Folgen 13–22) und zuletzt ANIMA von ReoNa (Folge 23).

## Realfernsehserie
Im August 2016 hat das Produktionsunternehmen Skydance Media angegeben, die weltweiten Rechte für eine Realverfilmung in Form einer Fernsehserie erworben zu haben.
Im Februar 2018 wurde bekannt, dass die Serie von Netflix lizenziert wurde.

## Computerspiele
Zu Sword Art Online erschienen drei Handyspiele: das Puzzlespiel SAO-LOG OUT- von Dengeki Mobile am 11. Juli 2012 für die Google-Play-Plattform und das Social-Network-Rollenspiel Sword Art Online: Endworld (ソードアート・オンライン エンドワールド, ~: Endo Wārudo) von Bandai Namco Games für das mobiltelefonbasierte soziale Netzwerk Gree am 22. August 2012. Außerdem erschien im Jahr 2017 bei Bandai Nemco das Online-Rollenspiel Sword Art Online – Integral Factor in Zusammenarbeit mit Originalautor Reki Kawahara.
Am 14. März 2013 wurde Sword Art Online – Infinity Moment (ソードアート・オンライン -インフィニティ・モーメント-, ~ – Infiniti Mōmento) für die PlayStation Portable veröffentlicht.
Für die PlayStation Vita erschien in Japan am 24. April 2014 Sword Art Online: Hollow Fragment (ソードアート・オンライン -ホロウ・フラグメント-, Sōdoāto Onrain – Horō Furagumento). Dies verkaufte sich in der ersten Woche 145.000-mal und war damit auf Platz 1 der Vita-Spielekäufe. In Nordamerika und Europa erschien das Spiel am 19. bzw. 20. August 2014, wobei diesem eine HD-Fassung von Infinity Moment beiliegt.
Am 19. September 2014 wurde auf der Tokyo Game Show angekündigt, dass ein weiteres Spiel in Arbeit sei. Auf dem Dengeki Herbstfest 2014 am 5. Oktober 2014 wurde der Titel Sword Art Online: Lost Song (ソードアート・オンライン -ロスト・ソング-) bekannt gegeben. In diesem Spiel können die Spieler erstmals fliegen und in der Luft kämpfen. Lost Song erschien am 13. November 2015 für die PlayStation 4 und PlayStation Vita.
Bandai Namco Games kündigte für den 27. Oktober 2016 einen neuen Sword-Art-Online-Titel an: Sword Art Online: Hollow Realization. Das Spiel erschien für die Playstation Vita und die Playstation 4 sowie für den PC. Es wurde von dem Entwicklerstudio Aquira erstellt.
Das Spiel Sword Art Online: Fatal Bullet erschien am 8. Februar 2018 in Japan und am 23. Februar 2018 weltweit für die PlayStation 4, Xbox One und Microsoft Windows. Es ist das erste Spiel der SAO-Reihe, in dem es moderne Schusswaffen gibt.
Bandai Namco Entertainment kündigte Ende März 2019 ein neues Spiel mit dem Titel Sword Art Online: Alicization Lycoris für die PlayStation 4, Xbox One und PC an. In der Rolle des Kirito soll der Spieler den Geschehnissen des Alicization-Arcs der Anime-Serie folgen. Das Spiel sollte am 21. Mai 2020 in Japan und eine europäische Version am 22. Mai 2020 für PlayStation 4, Xbox One und PC erscheinen. Aufgrund der Covid-19-Pandemie wurde die Veröffentlichung des Spiels auf den 9. Juli 2020 in Japan, bzw. auf den 10. Juli 2020 in Europa, verschoben.
Am 20. November 2019 veröffentlichte Bandai Namco Entertainment das Smartphone-Spiel Sword Art Online: Alicization Rising Steel für iOS und Android. Es ist das erste Smartphone-Spiel im Sword Art Online-Franchise, das klassische Rollenspiel-Elemente enthält. Das Spiel stellt Ereignisse des Alicization-Arcs der Anime-Serie dar, aber auch neue exklusive Handlungsstränge.
Seit dem 21. August 2023 ist das von Bandai Nemco ursprünglich als Handyspiel entwickelte Spiel Sword Art Online – Integral Factor  auf Steam erhältlich und somit auch auf Windows PCs spielbar.
Sword Art Online Fractured Daydream ist am 4. Oktober 2024 für PC und Konsolen erschienen.